# Svendborg Bycenter
Svendborg Bycenter er et indkøbscenter etableret i 1996 i Svendborg bymidte, på en grund hvor der tidligere lå et Kvickly-varehus. Det indeholder 14 butikker, samt en række andre lejemål.